# Holoarctia rougemonti
Holoarctia rougemonti là một loài bướm đêm thuộc phân họ Arctiinae, họ Erebidae.